# Sporazum iz Ancóna
Sporazum iz Ancóna (španjolski: Tratado de Ancón) bio je mirovni sporazum koji su u Ancónu sklopili Čile i Peru. Sklopljen je 20. listopada 1883., u okrugu Ancon Distrikta u blizini Lime.  Namjena mu je bila mirenje dvaju nacija rješavanjem preostalih teritorijalnih sporova nakon pacifičkog rata i stabiliziranjem poslijeratnih odnosa.
Prema uvjetima Sporazuma, Čile je stekao kontrolu nad regijom Tarapacom. Čile je također dobio Tacnu i Aricu za deset godina.
Konačno, godine 1929, posredovanjem SAD-a pod predsjednikom Herberta Hoovera, postignut je kompromisni sporazum. Sukladno tom kompromisnom sporazumu, Čile je zadržao Aricu, dok je Peru ponovno stekao Tacnu i dobio 6,000.000 američkih dolara odštete i ine koncesije.
Drugim važnim poglavljem u ugovoru određeno je da Čile ne može prepustiti suverenitet bivših peruanskih područja drugim narodima, ako mu Peru to ne odobri. Na to poglavlje Peruanci su se pozvali jednom, kad su Čileanci 1975. ponudili Boliviji suverenitet nad nekim manjim lukama. 